# Masnawī
Das Masnawī (persisch مثنوى, DMG mas̱nawī, aus arabisch مثنوي, DMG maṯnawī, von der arabischen Wurzel ثنى thanā, DMG ṯanā ‚doppelt legen‘, türkisch mesnevi) ist eine persische Gedichtform, die aus einer Serie von Reimpaaren besteht. Nach jedem Reimpaar (Doppelvers) ist ein Reimwechsel möglich. Dadurch lassen sich Gedichte von großer Länge verfassen. Ein einheitliches Versmaß verleiht dem Masnawī Kohärenz.
Die Form des Masnawī wird in erster Linie für erzählende und lehrhafte Dichtung eingesetzt und gehört daher zur Narrativen Poesie. Die verschiedenen Genres der erzählenden Literatur werden in der europäischen Literaturgeschichte unter dem Begriff Epik subsumiert. Diese Bezeichnung ist von westlichen Fachleuten auch für das Masnawī der persischen Literatur übernommen worden. Seit neuerer Zeit gibt es jedoch aus verschiedenen Gründen Kritik an dieser Gleichstellung. J.T.P. De Bruijn hält es für besser, den Begriff „Epos“ zu vermeiden.
Drei Hauptgattungen lassen sich unterscheiden: die Heldendichtung, das romantische Masnawī und die didaktisch-erbauliche Dichtung, zu der auch die mystischen Masnawīs gezählt werden. Zu betonen ist dabei, dass die Textgattungen so gut wie nie in Reinform zu finden sind.
Bekanntester Vertreter der Heldendichtung ist das Schāhnāme von Firdausī, vollendet etwa 1010. Mit seinen rund 50.000 Doppelversen ist es eines der längsten Masnawīs.
In Bezug auf das didaktisch-erbauliche Masnawī werden vor allem drei Dichter genannt: Sanāʾī, ʿAttār und Rūmī. Der in Ghazni geborene Sanāʾī (1080–1131) gilt als der erste, der die Form des Masnawī für ein mystisches Werk verwendet hat, obgleich sein Garten der Wahrheit (Ḥadīqat al-ḥaqīqa) eigentlich kein rein mystisches Thema behandelt, sondern ein ethisch-moralisches. Große Bekanntheit genießen außerdem Farīd ad-Dīn ʿAttār und Dschalāl ad-Dīn Rūmī. Das mit 30.000 Zweizeilern abgefasste Werk von Dschalal ad-Din Rumi heißt Mas̱nawī-ye Ma‘nawī („Geistige Zweizeiler“).
Einer der berühmtesten Vertreter für das romantische Masnawī ist Nizāmī. Allen voran ist hier sein Chusrau und Schirin zu nennen, eines der fünf Masnawīs seiner Chamsa, die auch Panǧ Ganǧ („Fünf Schätze“) genannt wird.
Für die Masnawī-Dichtung in Indien ist Amir Chosrau bekannt. Er hatte als erster eine eigene Version von Nizāmīs Quintett Pandsch Gandsch vorgelegt, das auch von vielen anderen Dichtern nachgeahmt wurde. Amir Chosrau hat die Form des Masnawī außerdem erstmals auf historische Stoffe angewendet und zusätzlich zu seiner Chamsa fünf historische Epen verfasst.

## Texte
- Ǧalal-ad-Din Rumi: Mesnevi oder Doppelverse des Scheich Mewlana Dschelal ed din Rumi. Aus dem Persischen mit einer Einleitung. Müller, München 1913 (uni-halle.de – Erstausgabe: Vogel, Leipzig  1849).